# Usedlost čp. 2 (Dolany)
Usedlost čp. 2 pochází z 1. poloviny 19. století a je situovaná v centru obce Dolany v okrese Plzeň-sever. Jde o poměrně vzácný příklad venkovské zemědělské vybavenosti, u níž se setkáváme s kamennou stodolou. Od 3. května 1958 je objekt kulturní památkou.

## Historie a popis
Jedná se o dobře zachovaný příklad klasicistní venkovské usedlosti z 1. poloviny 19. století. Z celého areálu vyniká zejména zděná stodola o odbélníkovém půdorysu se sedlovou střechou a trojúhelníkovými štíty, k níž přiléhají dva přístavky dřevěných kůlen s pultovými střešními taškami, a klenutá brána statku s vodorovným překladem, dvoukřídlými vraty a taktéž pultovou stříškou. U brány se nachází sýpka, jejíž památková kvalita je však degradována použitím nevhodného nátěru fasády.